# Eleccions legislatives neerlandeses de 1918
Les eleccions legislatives neerlandeses de 1918 se celebraren el 5 de juliol de 1918, per a renovar els 100 membres de la Tweede Kamer. Foren les primeres després de la reforma constiticional que instituí el sufragi universal masculí. Es formà un govern de coalició presidit pel catòlic Charles Ruijs de Beerenbrouck.

## Resultats
| ← Eleccions legislatives neerlandeses, 1918 → |                                                       |      |      |        |  |
| Partit                                        | Partit                                                | Vots | %    | Escons |  |
|                                               | Lliga General dels Caucus Catòlics Romans (ABRKK)     |      | 30,0 | 30     |  |
|                                               | Partit Socialdemòcrata dels Treballadors (SDAP)       |      | 22,0 | 22     |  |
|                                               | Partit Antirevolucionari (ARP)                        |      | 13,4 | 13     |  |
|                                               | Unió Cristiana Històrica (CHU)                        |      | 6,5  | 7      |  |
|                                               | Unió Liberal (LU)                                     |      | 6,2  | 6      |  |
|                                               | Lliga Democràtica per la Llibertat de Pensament (VDB) |      | 5,3  | 5      |  |
|                                               | Lliga dels Liberals Lliures (BVL)                     |      | 3,8  | 3      |  |
|                                               | Lliga Econòmica (EB)                                  |      | 3,1  | 3      |  |
|                                               | Partit Socialista Democràtic (SDP)                    |      | 2,3  | 2      |  |
|                                               | Partit de la Classe Mitjana (MP)                      |      | 0,8  | 1      |  |
|                                               | Partit Cristià-Democràtic (CDP)                       |      | 0,7  | 1      |  |
|                                               | Plattelandersbond (PLB)                               |      | 0,7  | 1      |  |
|                                               | Socialistische Partij (SP)                            |      | 0,7  | 1      |  |
|                                               | Lliga de Cristians Socialista (BCS)                   |      | 0,6  | 1      |  |
|                                               | Partit Cristià Socialista (CSP)                       |      | 0,6  | 1      |  |
|                                               | Partit Neutral (NP)                                   |      | 0,5  | 1      |  |
|                                               | Aliança per la Democratització de l'Exèrcit (VDW)     |      | 0,5  | 1      |  |
| Total                                         | Total                                                 |      | -    | 100    |  |
|                                               |                                                       |      |      |        |  |